# Антонов, Айхаан Аркадьевич
Айхаан Аркадьевич Антонов (18 марта 1994) — российский борец вольного стиля. Мастер спорта России. Призёр чемпионата России.

## Спортивная карьера
В начале февраля 2015 года в Москве, одолев в финале Эдуарда Григорьева из Якутии, одержал победу на Всероссийских студенческих соревнованиях. 
10 мая 2015 года в Каспийске на чемпионате России в стартовой схватке против Дондук-оола Хуреша из Кемеровской области потерпел поражение и покинул турнир. 
В конце ноября 2015 года в казахстанском Таразе стал бронзовым призёром международного турнира памяти Динмухамеда Кунаева. 
3 января 2016 года в Якутске стал бронзовым призёром открытого чемпионата ШВСМ. 
В середине мая 2017 года в Подмосковном Раменском стал бронзовым призёром Всероссийских студенческих соревнований. В сентябре 2017 года в Кемерово завоевал бронзовую медаль турнира «Шахтерская слава». 
28 декабря 2017 года ему было присвоено звание мастер спорта России. 
29 апреля 2022 года в Брянске стал серебряным призёром Всероссийского турнира РФСО «Локомотив», в финале проиграл Александру Иванову из Якутии. 
26 июня 2022 года в Кызыле на чемпионат России на схватку за 3 место его противник Гаджимурад Рашидов был снят врачом, тем самым он стал обладателем бронзовой медали. 
25 августа 2022 года принимал участие на Всероссийской спартакиаде в Казани, где в 1/4 финала уступил Арипгаджияву Абдулаеву из Калиниградской области. 
С 12 сентября 2022 года по 11 декабря 2025 года за нарушения антидопинговых правил был дисквалифицирован РУСАДА, у него был найден метаболит дростанолона.

## Спортивные результаты
- Чемпионат России по вольной борьбе 2022 — ;